# Бай Кръстьо
„Бай Кръстьо“ е обслужван заслон и едноименна местност в планината Витоша, близо до София.
Разположен е на около 1400 метра надморска височина по северния склон на Витоша над столичния квартал Драгалевци. Наименуван е на създателя му емблематичния планинар Кръстьо Грозев, известен като бай Кръстьо.
В началото на XX век Грозев изгражда чешма и заслона край нея. Заслонът постепенно се разширява и започва да предлага ободрителни напитки и ястия. Много планинари се отбиват там за отмора, добра дума и вкусно хапване. Самият съдържател на заслона бай Кръстьо неведнъж помага на окъснели или заблудили се туристи.
Когато през 1950-те години е проектиран и построен седалковият лифт „Драгалевци – Голи връх“, неслучайно за междинна станция е избрана тази известна вече местност с неговия заслон. Станцията на лифта наричат в негова чест „Бай Кръстьо“.
Името постепенно се пренася и върху цялата местност. От нея тръгват популярни маркирани туристически маршрути за Драгалевци, Симеоново, хижа „Алеко“, заслон „Кикиш“ и хижа „Камен дел“, катерачния обект Комините и платото при връх Камен дел.